# .ae
.ae (United Arab Emirates) é o código TDL (ccTLD) usado para a Internet dos Emirados Árabes Unidos.  É administrado pela Telecommunication Regulatory Authority (TRA) sediada em Dubai.

## Registros de segundo e terceiro nível
É permitido o registro diretamente no segundo nível, mas no terceiro, se beneficiará com uma boa quantidade de rótulos de categorias. Formalmente, .co.ae é para ser usado em entidades comerciais, mas isso tem sido ignorado, preferindo-se usar o código diretamente no segundo nível. 
- .ae — Companhias, Organizações, ou página pessoal
- .net.ae — Provedores de Internet
- .gov.ae — Governantes e ministros
- .ac.ae — Universidades
- .sch.ae — Escolas públicas ou privadas
- .org.ae — Organizações não governamentais
- .mil.ae — Entidades militares
- .pro.ae — Profissionais
- .name.ae — Páginas pessoais